# Markoesa Hamer
Pour les articles homonymes, voir Hamer.
Markoesa Hamer, née le 10 mai 1985 aux Pays-Bas, est une actrice néerlandaise.

## Filmographie

### Cinéma et téléfilms
- 2008 : Flikken Maastricht : Claire de Wit
- 2008 : Den Helder[Quoi ?] : Roxanne
- 2009 : Het leven uit een dag (nl) : La Professeure de biologie
- 2010 : Annie MG (nl) : La jeune actrice
- 2011 : A'dam - E.V.A. (nl) : Barmeisje
- 2012 : Bagage[Quoi ?] : Herma de Wit
- 2012 : Hearts[Quoi ?] : Arvia
- 2012 : A Beautiful Death : Annie
- 2012-2018 : Dokter Deen (nl) : Isa van Buren
- 2013 : De Meisjes van Thijs (nl) : Coco
- 2013-2015 : Popoz (nl) : Deux rôles (La professeur et Annabel)
- 2014 : Toren C : Maria Veldkamp
- 2014 : Holby City[Quoi ?] : Marika Maersk
- 2014 : Aanmodderfakker : Julie
- 2014 : Nieuwe buren (nl) : Brechtje
- 2015 : The Girl on the Park Bench : Sandra
- 2016 : De Held (nl) : Zewa
- 2017 : TreurTeeVee (nl) : La femme accompagnée de sa baguette
- 2017 : De aflossing : Josie
- 2018 : Familie Kruys (nl) : La femme enceinte
- 2018 : Hou Vast : Debbie
- 2018 : LOIS (nl) : Helen Groenewoud
- 2018 : SpangaS : Kate Weston
- 2019 : Kapsalon Romy : Sandra